# Новий Світ (Хмельницький район)
Но́вий Світ — село в Україні, у Городоцькій міській територіальній громаді Хмельницького району Хмельницької області. Населення становить 295 осіб.

## Символіка
Затверджений 12 жовтня 2017 р. рішенням № 213-2017 XIII сесії сільської ради VII скликання. Автор — П. Б. Войталюк.

### Герб
Щит з срібною хвилястою базою розтятий. У першій лазуровій частині золоте сонце з шістнадцятьма променями, у другій зеленій виходить золота тростина. Щит вписаний у декоративний картуш і увінчаний золотою сільською короною. Унизу картуша напис «НОВИЙ СВІТ».
Сонце — символ Поділля, тростина — символ багатих водних плес навколо села.

### Прапор
Квадратне полотнище розділене горизонтально хвилясто в співвідношенні 9:1, верхня частина розділена вертикально на дві рівновеликі смуги — синю і зелену, нижня біла. На древковій частині жовте сонце з шістнадцятьма променями, на вільній з білої смуги виходить жовта тростина.

## Історія
7 (20) листопада 1917 року, відповідно до Третього Універсалу Української Центральної Ради, увійшло до складу Української Народної Республіки.
12 червня 2020 року, відповідно до розпорядження Кабінету Міністрів України № 727-р «Про визначення адміністративних центрів та затвердження територій територіальних громад Хмельницької області», увійшло до складу Городоцької міської громади.
19 липня 2020 року, в результаті адміністративно-територіальної реформи та ліквідації Городоцького району, увійшло до складу новоутвореного Хмельницького району.
Колишній орган місцевого самоврядування — Новосвітська сільська рада.

## Населення

### Мова
Розподіл населення за рідною мовою за даними перепису 2001 року:
| Мова       | Кількість | Відсоток |
| ---------- | --------- | -------- |
| українська | 293       | 99.32%   |
| російська  | 2         | 0.68%    |
| Усього     | 295       | 100%     |

## Відомі уродженці
- Гуменюк Микола Іванович — доктор медичних наук (2008).

## Галерея

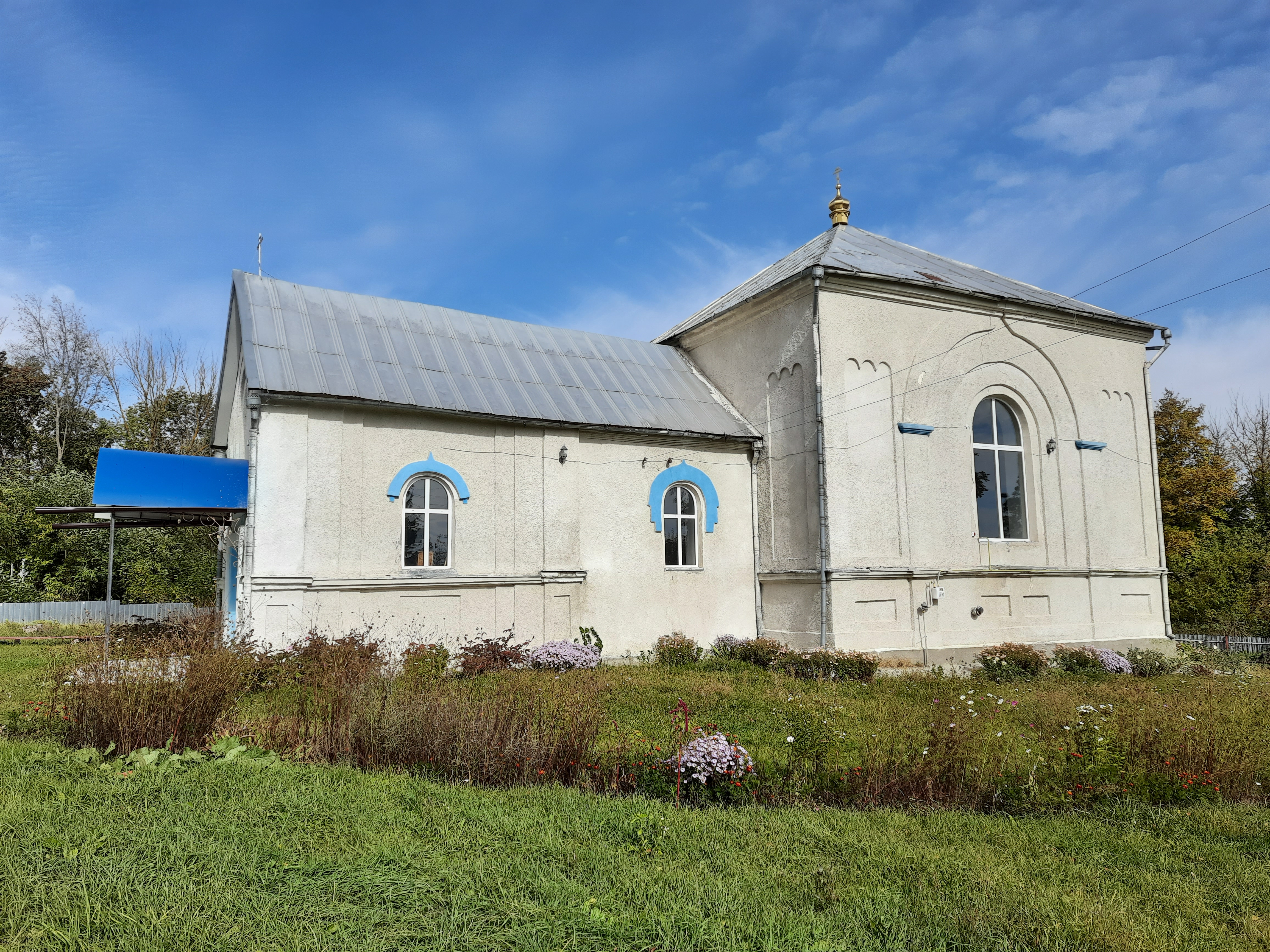
Миколаївська церква
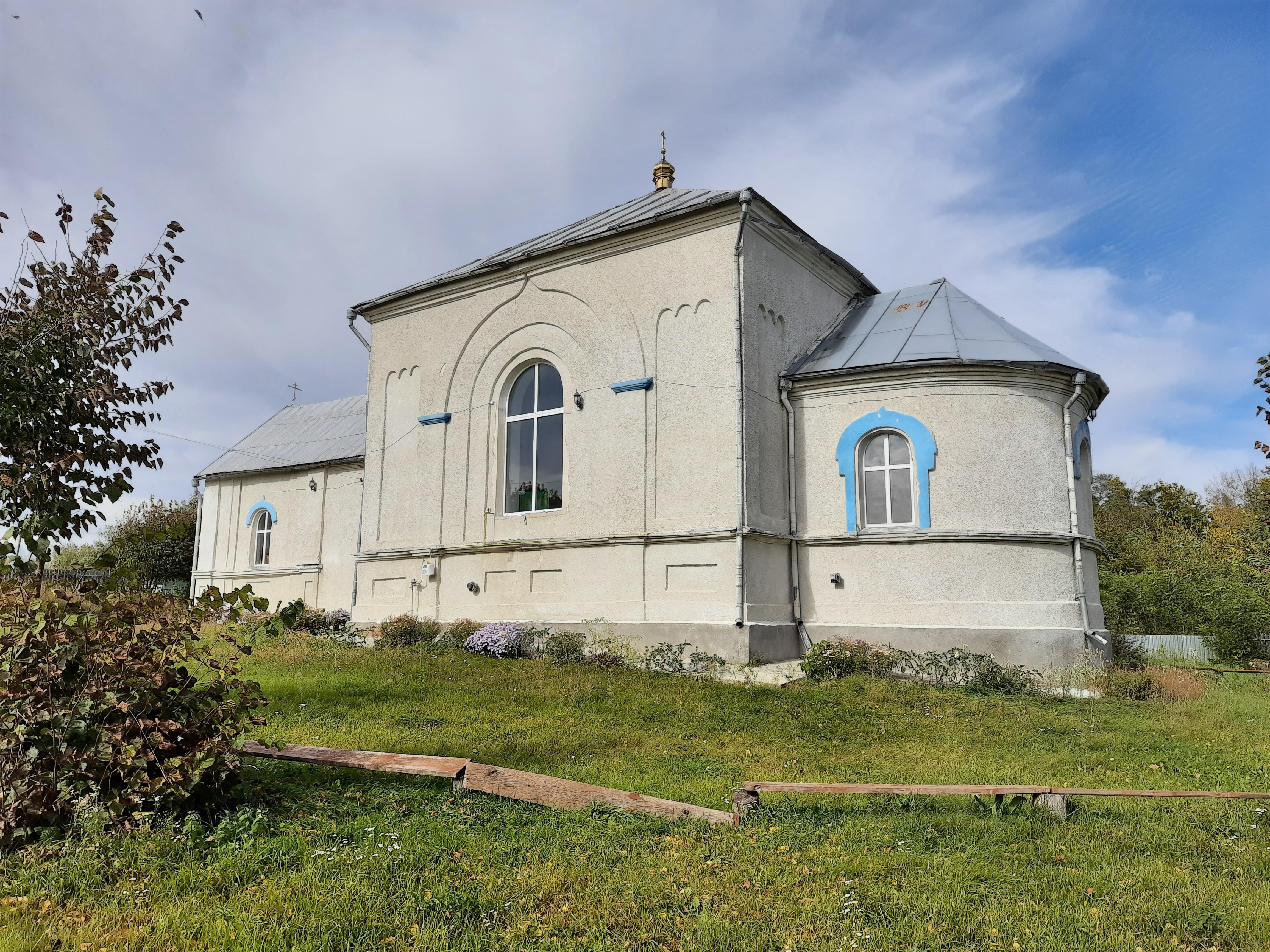
Миколаївська церква
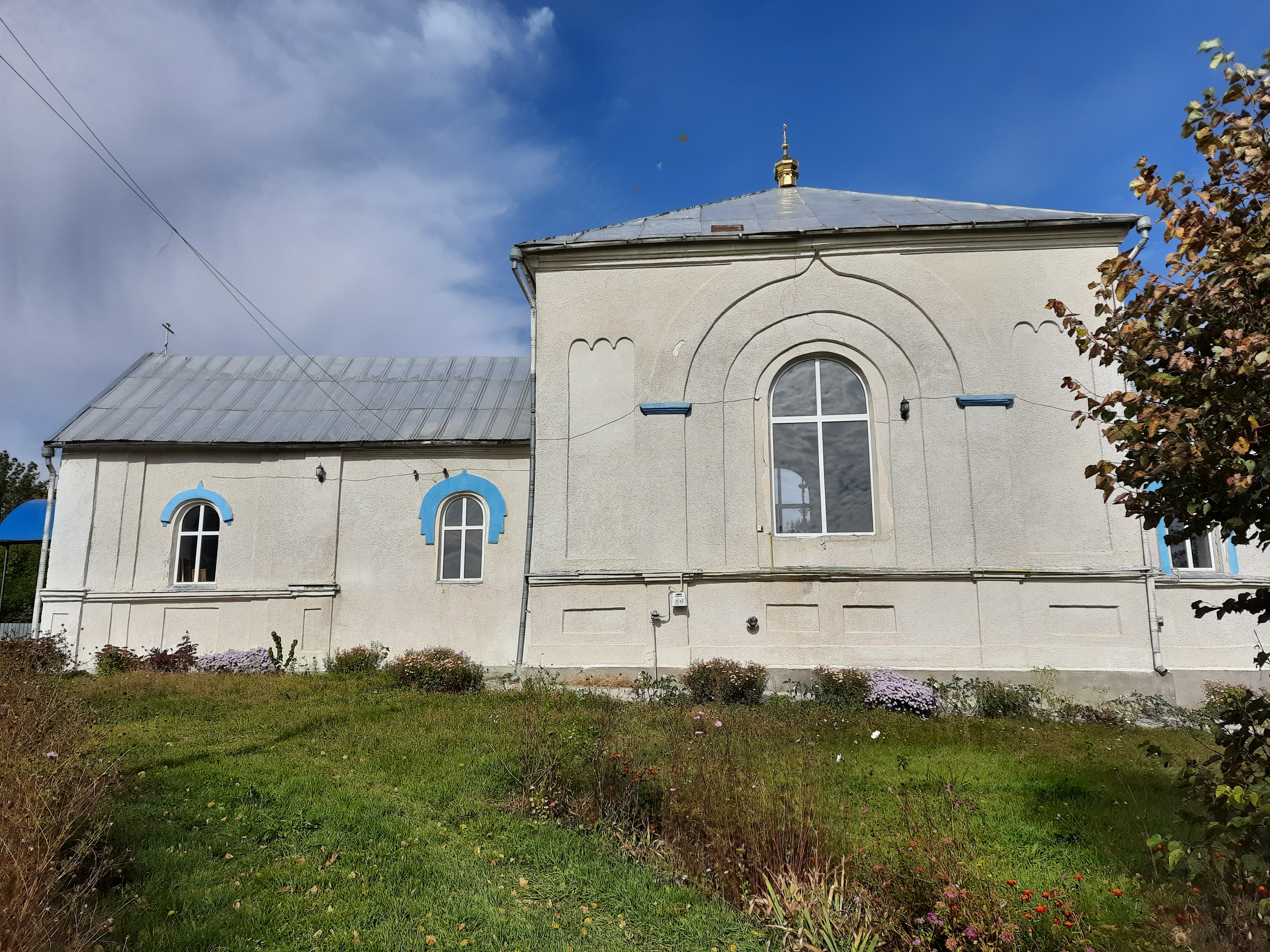
Миколаївська церква
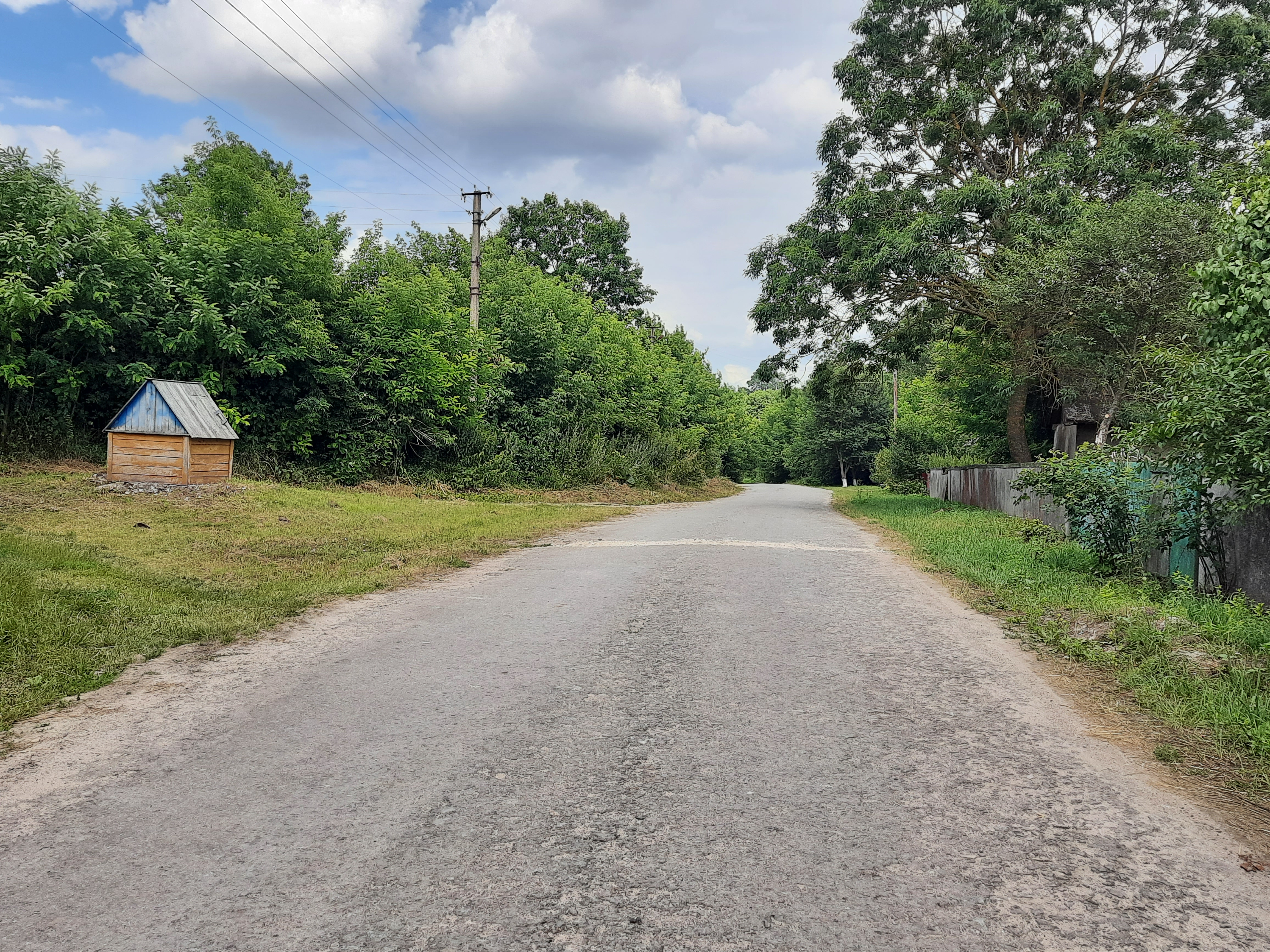
Сільська вулиця
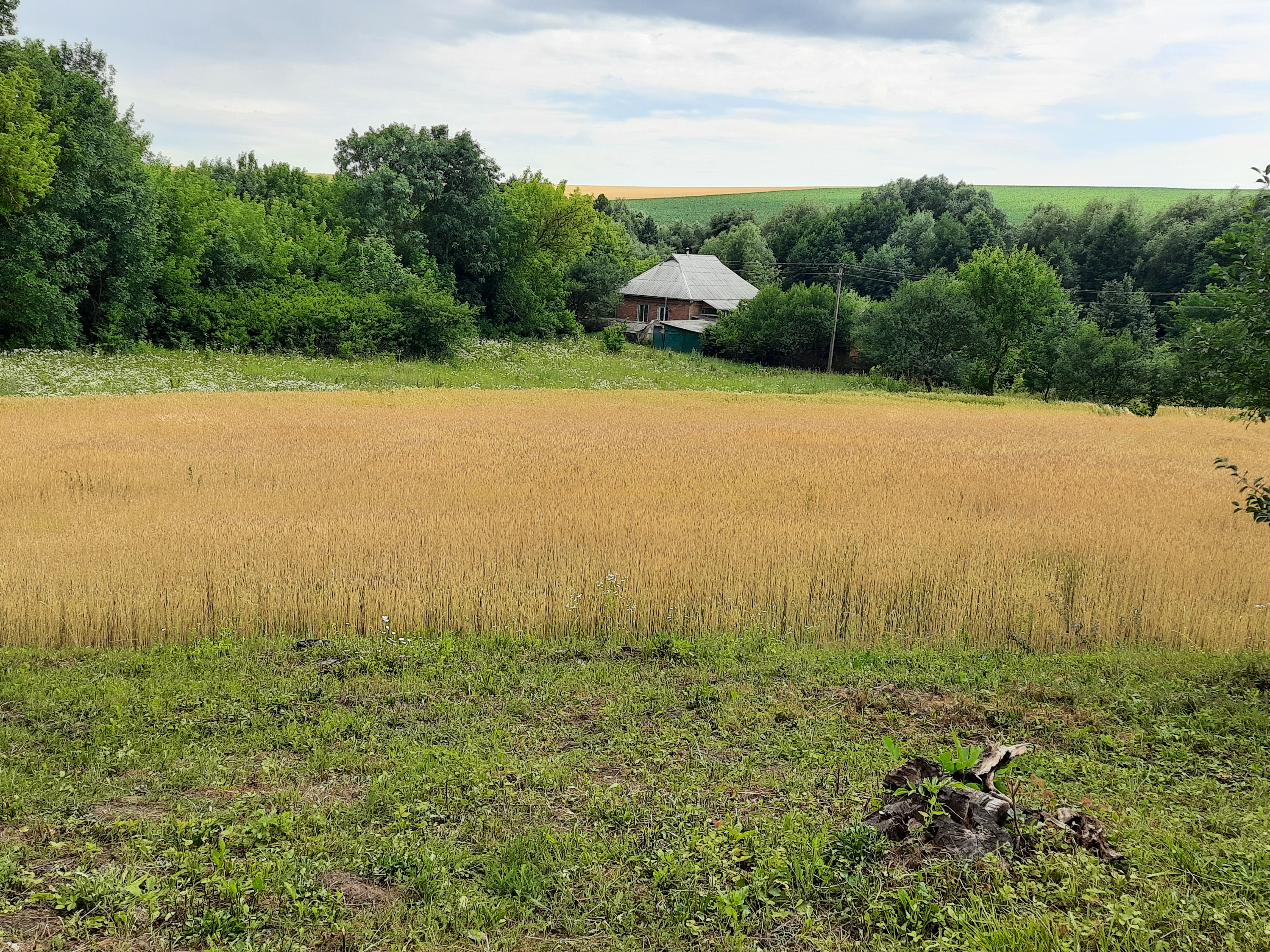
Краєвид села
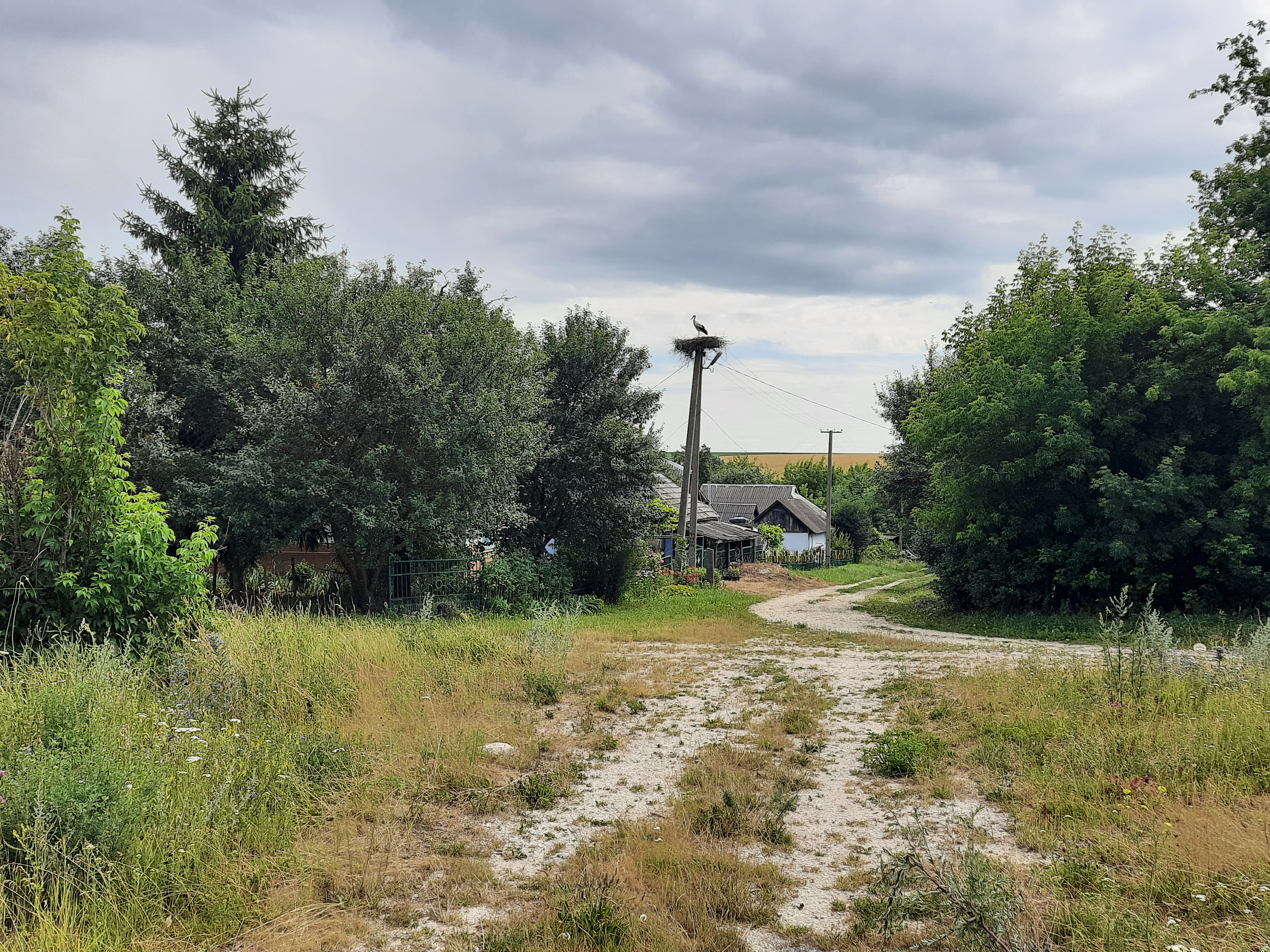
Сільський пейзаж